# Batallones de la Dignidad
Los “Batallones de la Dignidad” eran una milicia paramilitar creada por el gobierno de Panamá en los años 80 para ayudar a defender a Panamá contra la invasión por los Estados Unidos y la actividad subversiva interna. Se formaron a principios de abril de 1988 y se disolvieron de facto junto con las Fuerzas de Defensa de Panamá el 10 de febrero de 1990. Formada por voluntarios civiles de todas las clases sociales adeptos al régimen de Noriega.

## Estructura
Once batallones se establecieron en las zonas urbanas y cinco más existentes en las zonas rurales. Fueron adiestrados por las Fuerzas de Defensa de Panamá a través de un personal táctico, formado por oficiales de las fuerzas armadas panameñas. Cada batallón estaba constituido en “columnas” de 44 a 250 voluntarios civiles, masculinos y femeninos. Los batallones se identificaban por nombres así: "Batallón Cristóbal Colón", el “Comando Torrijista 16 de Diciembre”, el "Batallón San Miguel Arcángel", el “Batallón Rosa Elena Landecho”, el “Batallón Victoriano Lorenzo” y el "Batallón Liberación Latina". Cuatro batallones se formaron en la Ciudad de Panamá. Los batallones también existían en Río Hato, Fuerte Cimarrón y en cada una de las Provincias y Comarcas de la República de Panamá. Estaban integrados por unos 4,000 milicianos civiles.
Benjamín Colamarco, Enrique Thompson y Arturo Marquínez, eran los “comandantes” civiles de los batallones e integraron el Comando Patriótico de Coordinación de la Brigada de la DIGNIDAD.

## 1989
En las elecciones presidenciales panameñas del 7 de mayo de 1989, Guillermo Endara Galimany, junto con los candidatos a la vicepresidencia Ricardo Arias Calderón y Guillermo (Billy) Ford Boyd se enfrentaron contra el candidato de Manuel Antonio Noriega, Carlos Duque. El gobierno de los EE. UU. dio $ 10 millones a la campaña de Endara. Los resultados de las elecciones fueron anulados por el Gobierno panameño el 10 de mayo, debido a lo que Noriega llamó "interferencia extranjera". Sin embargo, un recuento organizado por la alianza anti-Noriega demostró que Endara había vencido al candidato de marionetas de Noriega, Carlos Duque, Margen de 3 a 1. Noriega había planeado declarar Duque el ganador independientemente de los resultados reales; De hecho, sus compinches habían preparado falsas hojas de recuento para llevarlas a los centros del distrito. Sin embargo, para el momento en que llegaron las listas de testigos, el recuento de la oposición ya estaba fuera. Sabiendo que había sido severamente derrotado, Duque se negó a seguir el plan.
El expresidente estadounidense Jimmy Carter, allí como observador, denunció a Noriega, diciendo que la elección había sido "robada". Los defensores de Noriega se quejaron de que las elecciones ya habían sido manipuladas cuando Estados Unidos respaldó la oposición de Noriega financiando su campaña.
Otro factor que afectó negativamente al proceso electoral de 1989, según se informó a la Comisión Interamericana de Derechos Humanos, fue la situación de varios líderes políticos que se vieron obligados a abandonar el país. El gobierno de Noriega adoptó una práctica de detener y hostigar a la oposición política, de apoderarse de sus bienes y obligarlos a abandonar el país. Esto impidió que un gran grupo participara en las actividades electorales y, por lo tanto, dio a la coalición gubernamental una ventaja. Muchos periodistas y miembros de la oposición fueron detenidos durante largos períodos sin ser acusados
Tras la anulación de las elecciones celebradas el 7 de mayo de 1989, donde salió victoriosa la ADOC (Alianza Democrática de Oposición Civilista) Se llevó a cabo una caravana para celebrar la victoria de la alianza en las urnas sobre el partido de gobierno avalado por el régimen militar, y exigir el respeto a la voluntad popular, una turba enardecida patrocinada por Manuel Antonio Noriega atacó a la caravana. Guillermo Endara, entonces candidato a la presidencia, es herido de un varillazo en la frente e inmediatamente evacuado para recibir atención médica. En medio del tumulto es asesinado el guardaespaldas de Guillermo Ford, dejándolo indefenso ante la turba conformada por los "Batallones de la Dignidad", quienes armados de varillas de hierro lo golpean repetidamente en el cuerpo ante la mirada indolente de los policías antidisturbios. las imágenes de Ford con la camísa manchada de sangre (parte de él y parte de su guardaespaldas asesinado), dieron la vuelta al mundo, y pusieron de manifiesto la situación que vivía Panamá en aquel entonces. Escandalizaron a la opinión pública, y el gobierno de Washington, usó esto entre otras cosas, como pretexto para llevar a cabo la Invasión estadounidense de Panamá de 1989.
La imagen de Ford corriendo a salvo con su guayabera revestida de sangre, exhibida en la portada de la revista TIME del 22 de mayo de 1989, atrajo la atención mundial al régimen de Noriega. Los otros dos candidatos presidenciales también fueron golpeados severamente.
En una entrevista con The New York Times en 1989, el general estadounidense Maxwell R. Thurman dijo, refiriéndose a los Batallones de Dignidad, dijo: "Estoy mirando hacia adentro porque tengo la responsabilidad de seguridad de todo Panamá, por lo tanto no quiero que los dingbats exploten A través de la embajada ". El apodo también aparece en un número de otras fuentes.
El 29 de diciembre de 1989, nueve días después de la invasión extranjera a Panamá, la Asamblea General de las Naciones Unidas, reunida en su cuadragésimo cuarto período de sesiones, aprueba la Resolución 44/240 "Efectos sobre la situación en Centroamérica de la intervención militar de los Estados Unidos de América en Panamá", que emite concepto condenatorio contra el Gobierno de George W. Bush, por haber violado el Derecho Internacional y la integridad territorial del Estado panameño.

## Disolución
Cuando se produjo la invasión estadounidense de Panamá de 1989, algunas de estas unidades de los Batallones de la Dignidad, combatieron a las fuerzas armadas invasoras de Estados Unidos y otras se dedicaron al saqueo de comercios de la capital panameña. La operación duró pocas semanas ante la superioridad bélica del ejército ocupante. El General Noriega logró escapar y buscó asilo en la Nunciatura Apostólica. Posteriormente, se entregaría a las fuerzas de ocupación y sería puesto bajo arresto. Al ser desmanteladas las Fuerzas de Defensa por el gobierno de Guillermo Endara (1989-1994), este cuerpo de milicias se disolvió.